# Edmund Curll
Edmund Curll (né vers 1675 - mort le 11 décembre 1747) est un libraire et un éditeur britannique du début du XVIIIe siècle.

## Biographie
En raison notamment des attaques formulées par Alexander Pope dans La Dunciade, le nom de Curll est aujourd'hui associé à la publicité mensongère et à une certaine forme d'absence de scrupules. Curll passe de la pauvreté à la richesse en entrant dans le monde de l'édition, où il use de méthodes encore inédites. En misant sur les grands scandales publics, en publiant des ouvrages à caractère érotique, en offrant de faux remèdes médicaux, il bâtit un petit empire éditorial sur la place de Londres. 
Edmund Curll publie indifféremment des ouvrages médiocres ou de qualité, la seule condition essentielle étant qu'ils se vendent bien.
Edmund Curll aurait été condamné à avoir les oreilles coupées : après avoir publié le livre The Nun in her Smock, adapté d'après l'édition originale en français Vénus dans le cloître, ou la religieuse en chemise, publiée en 1683, une œuvre de fiction érotique, écrite par l'abbé du Prat, qui est un pseudonyme pour un auteur demeuré inconnu : ont été évoqués les noms de Jean Barrin (Rennes, 1640 - Nantes, 7 septembre 1718) ou encore de François de Chavigny de La Bretonnière. 